# اختيار المدينة المضيفة لأولمبياد عام 2020
كان هناك ما مجموعه ستة عروض تم تقديمها في البداية للألعاب الأولمبية الصيفية 2020 . تم انتخاب طوكيو في نهاية المطاف لتكون المدينة المضيفة في الدورة 125 للجنة الأولمبية الدولية في بوينس آيرس، الأرجنتين، في 7 سبتمبر 2013.

## عملية تقديم العروض
تبدأ عملية تقديم العروض الأولمبية بتقديم طلب المدينة إلى اللجنة الأولمبية الدولية (IOC) من قبل لجنتها الأولمبية الوطنية (NOC) وتنتهي بانتخاب المدينة المضيفة من قبل أعضاء اللجنة الأولمبية الدولية خلال جلسة عادية. تخضع العملية للميثاق الأولمبي، كما ورد في الفصل 5، المادة 34.
منذ عام 1999، تتألف العملية من مرحلتين. خلال المرحلة الأولى، والتي تبدأ فور انتهاء المهلة المحددة لتقديم العروض، يتعين على «المدن المتقدمة» الإجابة على استبيان يغطي الموضوعات ذات الأهمية لمنظمة ألعاب ناجحة. تتيح هذه المعلومات للجنة الأولمبية الدولية تحليل قدرات استضافة المدن ونقاط القوة والضعف في خططها. بعد دراسة مفصلة للاستبيانات المقدمة والتقارير التي تلت ذلك، يختار المجلس التنفيذي للجنة الأولمبية الدولية المدن المؤهلة للشروع في المرحلة التالية. المرحلة الثانية هي مرحلة الترشيح الحقيقية: يتعين على المدن المتقدمة المقبولة (المشار إليها من الآن فصاعدا باسم «المدن المرشحة») تقديم استبيان ثان في شكل ملف ترشيح ممتد أكثر تفصيلا. تدرس هذه الملفات بعناية من قبل لجنة تقييم اللجنة الأولمبية الدولية، وهي مجموعة مؤلفة من أعضاء اللجنة الأولمبية الدولية، وممثلي الاتحادات الرياضية الدولية، ولجنة الأولمبية الوطنية، والرياضيين، واللجنة البارالمبية الدولية، والخبراء الدوليين في مختلف المجالات. ويرأسها السيد كريج ريدي. يقوم أعضاء لجنة التقييم بعد ذلك بزيارات تفقدية لمدة أربعة أيام إلى كل مدينة من المدن المرشحة، حيث يتحققون من الأماكن المقترحة ويتم إطلاعهم على تفاصيل الموضوعات التي يتناولها ملف الترشيح. تقوم لجنة التقييم بإبلاغ نتائج عمليات التفتيش التي تقوم بها في تقرير يتم إرساله إلى أعضاء اللجنة الأولمبية الدولية قبل شهر واحد من جلسة انتخاب اللجنة الأولمبية الدولية.
تعقد جلسة اللجنة الأولمبية الدولية التي يتم فيها انتخاب مدينة مضيفة، في بلد لم يقدم طلبًا لاستضافة الألعاب الأولمبية. يتم الانتخاب من قبل أعضاء اللجنة الأولمبية الدولية المجتمعين النشطين (باستثناء أعضاء الشرف)، ولكل منهم صوت واحد. لا يمكن للأعضاء من الدول التي لديها مدينة تشارك في الانتخابات التصويت أثناء وجود المدينة في الترشح. يتم التصويت في تتابع جولات حتى يحصل أحد المرشحين على أغلبية مطلقة من الأصوات؛ إذا لم يحدث هذا في الجولة الأولى، يتم حذف العرض الذي يحصل على أقل عدد من الأصوات وتبدأ جولة تصويت أخرى. في حالة تعادل أقل عدد من الأصوات، يتم إجراء جولة إعادة خاصة، حيث يتجه الفائز إلى الجولة التالية. بعد كل جولة، يتم الإعلان عن العرض الذي تم إلغاؤه. بعد الإعلان عن المدينة المضيفة، يوقع وفد المدينة الناجح «عقد المدينة المضيفة» مع اللجنة الأولمبية الدولية، التي تفوض مسؤوليات منظمة الألعاب إلى المدينة ولجنة الأولمبية الوطنية المعنية.

### الجدول الزمني لتقديم العروض
وافق المجلس التنفيذي للجنة الأولمبية الدولية (IOC) على الجدول الزمني لعملية اختيار المدينة المضيفة على النحو التالي:
- 2011:

16 مايو - أرسلت اللجنة الأولمبية الدولية رسائل تدعو اللجان الأولمبية الوطنية إلى تقديم العروض
تموز (يوليو) وأغسطس (آب) - طلبت اللجنة الأولمبية الدولية من اللجان الاولمبية الوطنية تقديم رسائل تتعلق بالامتثال لرمز الوكالة العالمية لمكافحة المنشطات بحلول 29 يوليو. طلبت IOC أيضًا تقديم التواريخ المقترحة إذا كانت البلدان ترغب في تنظيم الألعاب خارج الفترة العادية التي حددتها IOC (من 15 يوليو إلى 31 أغسطس). استجابت اللجنة الأولمبية الدولية لاللجان الاولبيمة الوطنية في هذه النقاط بنهاية أغسطس.
1 سبتمبر - آخر موعد لتقديم أسماء المدن المهتمة باستضافة الألعاب الصيفية 2020
2 سبتمبر - أكدت اللجنة الأولمبية الدولية أنها تلقت ستة عروض
من 3 إلى 4 نوفمبر - عقدت اللجنة الأولمبية الدولية ندوة إعلامية لمقدمي الطلبات لعام 2020
8 ديسمبر - أعلنت اللجنة الأولمبية الدولية عن ترتيب عقود السحب للمدن المتقدمة
- 2012:

15 فبراير - ملفات الطلبات وخطابات الضمان قدمت إلى اللجنة الأولمبية الدولية
23 مايو - قرر المجلس التنفيذي للجنة الأولمبية الدولية في مدينة كيبيك  المدن التي سيتم اعتمادها كمدن مرشحة رسمية 
27 يوليو - 12 أغسطس - برنامج مراقبي الألعاب الأولمبية في ألعاب الأولمبياد XXX في لندن
14-21 نوفمبر - 2012 استخلاص الألعاب الأولمبية في ريو دي جانيرو
- 2013:

7 يناير - تم تقديم ملفات الترشيح 
4-7 مارس - زارت لجنة التقييم في اللجنة الدولية الاولمبية مدينة طوكيو
18-21 مارس - زارت لجنة تقييم في اللجنة الأولمبية الدولية مدينة مدريد
24-27 مارس - زارت لجنة التقييم في اللجنة الأولمبية الدولية مدينة إسطنبول
25 يونيو - تقرير لجنة التقييم IOC 
03-04 يوليو - المدن المرشحة اطلعت أعضاء اللجنة الأولمبية الدولية على ملفاتها التفصيلية في دورته الاستثنائية في لوزان 
7 سبتمبر - انتخاب المدينة المضيفة في الدورة الخامسة والعشرين بعد المائة للجنة الأولمبية الدولية في بوينس آيرس 

### تقييم المدن المتقدمة
تم طرح ست مدن من قبل اللجان الأولمبية الوطنية (NOCs) التابعة لها للتقدم لاستضافة الألعاب في البداية، لكن روما سحبت عرضها قبل وقت قصير من استيفاء ملفات المتقدمين. تأتي مدن العروض من قارتين، أوروبا وآسيا (تعتبر إسطنبول تقع على الحدود بين آسيا وأوروبا). في عام 2020، ستستغرق 12 عامًا منذ أن استضافت مدينة آسيوية الألعاب الأولمبية الصيفية (بكين 2008) وثماني سنوات منذ استضافت مدينة أوروبية الألعاب الأولمبية الصيفية (لندن 2012). من بين مقدمي العروض الستة، استضافت طوكيو سابقًا الألعاب الأولمبية الصيفية في عام 1964 . قام المزايدون الأربعة الآخرون بتقديم عطاءات في الماضي. هذه هي المرة الأولى منذ 20 عامًا التي لا تسعى فيها أي مدينة في الأمريكتين لاستضافة الألعاب الأولمبية الصيفية. حصلت ريو دي جانيرو على أولمبياد صيف 2016 . باكو والدوحة تتنافسان على دورة الألعاب الأولمبية لعام 2016، لكنها فشلت في أن تصبح مدنًا مرشحة، في حين أن طوكيو ومدريد تقدمتا للحصول على ألعاب 2016 وأصبحت مدنًا مرشحة.

### عملية الاختيار النهائي
صوتت اللجنة الأولمبية الدولية لاختيار المدينة المضيفة لدورة الألعاب الأولمبية الصيفية 2020 في 7 سبتمبر 2013 في الدورة الخامسة والعشرين بعد المائة للجنة الأولمبية الدولية في بوينس آيرس هيلتون في بوينس آيرس، الأرجنتين. تم استخدام نظام اقتراع شامل. لم تفز أي مدينة بأكثر من 50 ٪ من الأصوات في الجولة الأولى، وتم ربط مدريد واسطنبول بالمركز الثاني. تم إجراء جولة الإعادة بين هاتين المدينتين لتحديد أيهما سيتم إلغاؤه. في التصويت النهائي، وهو مسابقة وجها لوجه بين طوكيو واسطنبول، تم اختيار طوكيو بأغلبية 60 صوتًا مقابل 36 صوتًا.
| دورة الألعاب الأولمبية الصيفية لعام 2020 | دورة الألعاب الأولمبية الصيفية لعام 2020 | دورة الألعاب الأولمبية الصيفية لعام 2020 | دورة الألعاب الأولمبية الصيفية لعام 2020 | دورة الألعاب الأولمبية الصيفية لعام 2020 | دورة الألعاب الأولمبية الصيفية لعام 2020 |
| ---------------------------------------- | ---------------------------------------- | ---------------------------------------- | ---------------------------------------- | ---------------------------------------- | ---------------------------------------- |
| مدينة                                    | اللجنة الوطنية                           | الجولة 1                                 | تصفية                                    | الجولة 2                                 |                                          |
| طوكيو                                    | وصلة=\|حدود اليابان                      | 42                                       | -                                        | 60                                       |                                          |
| اسطنبول                                  | تركيا                                    | 26                                       | 49                                       | 36                                       |                                          |
| مدريد                                    | وصلة=\|حدود إسبانيا                      | 26                                       | 45                                       | -                                        |                                          |

## مزايدة المدن
المدن المرشحة لأولمبياد 2020 هي، من أجل سحب القرعة:

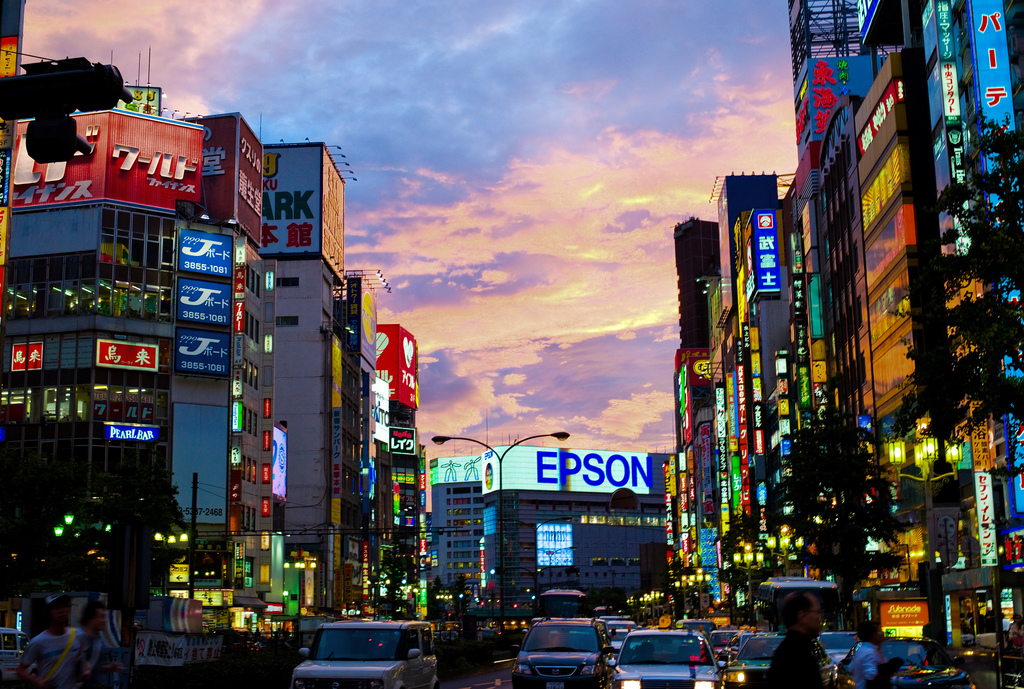
غروب الشمس في شينجوكو

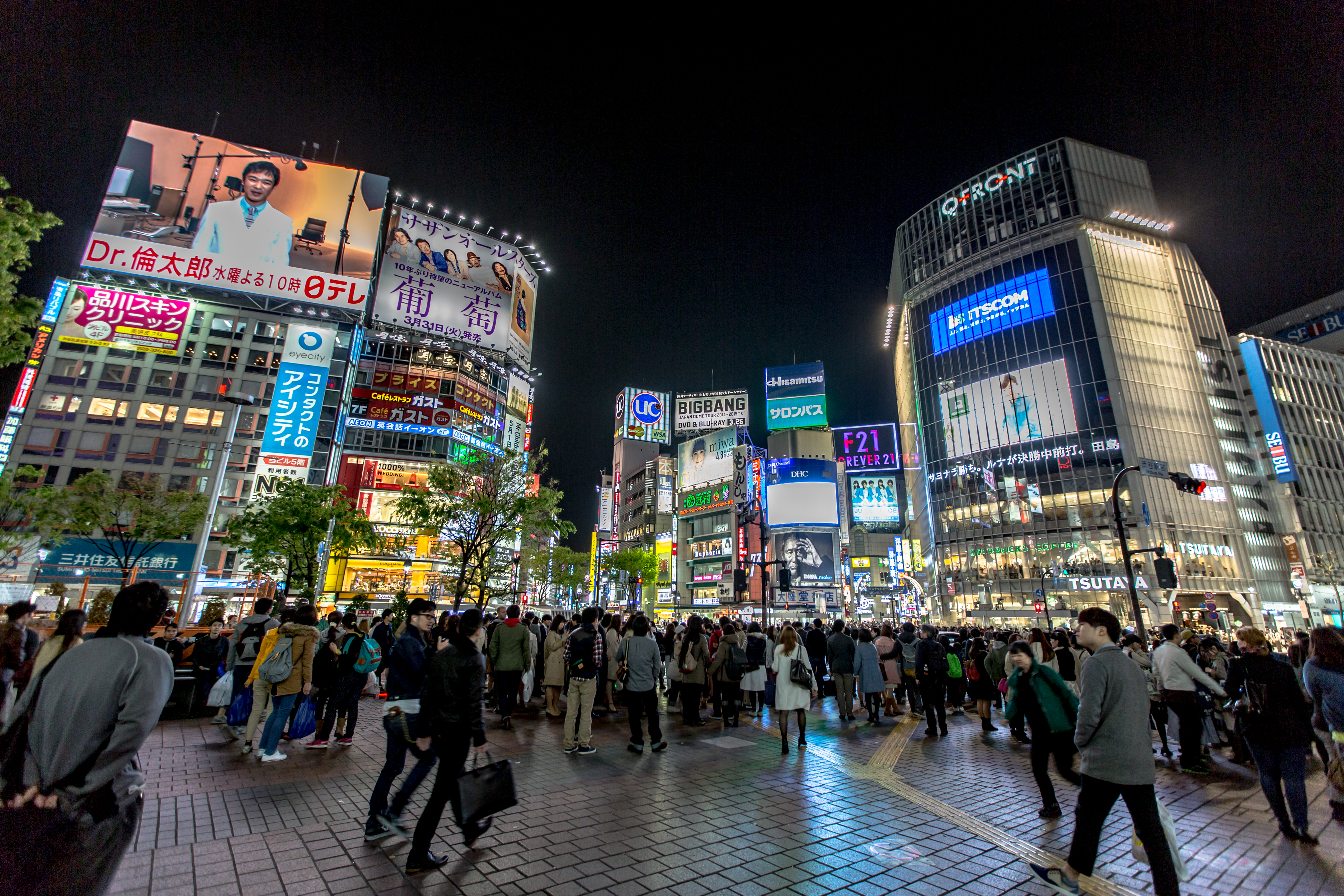
شيبويا في الليل

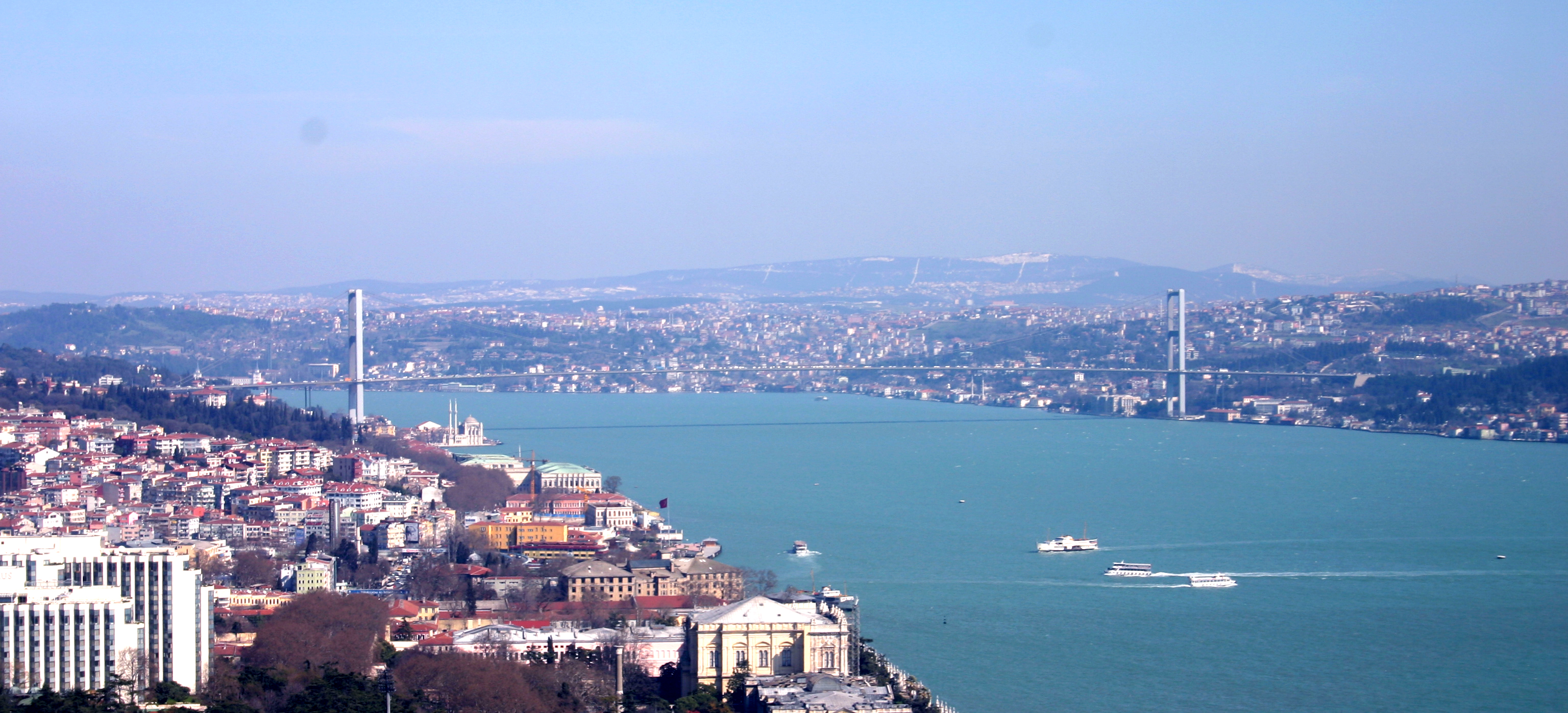
منظر للبوسفور في إسطنبول

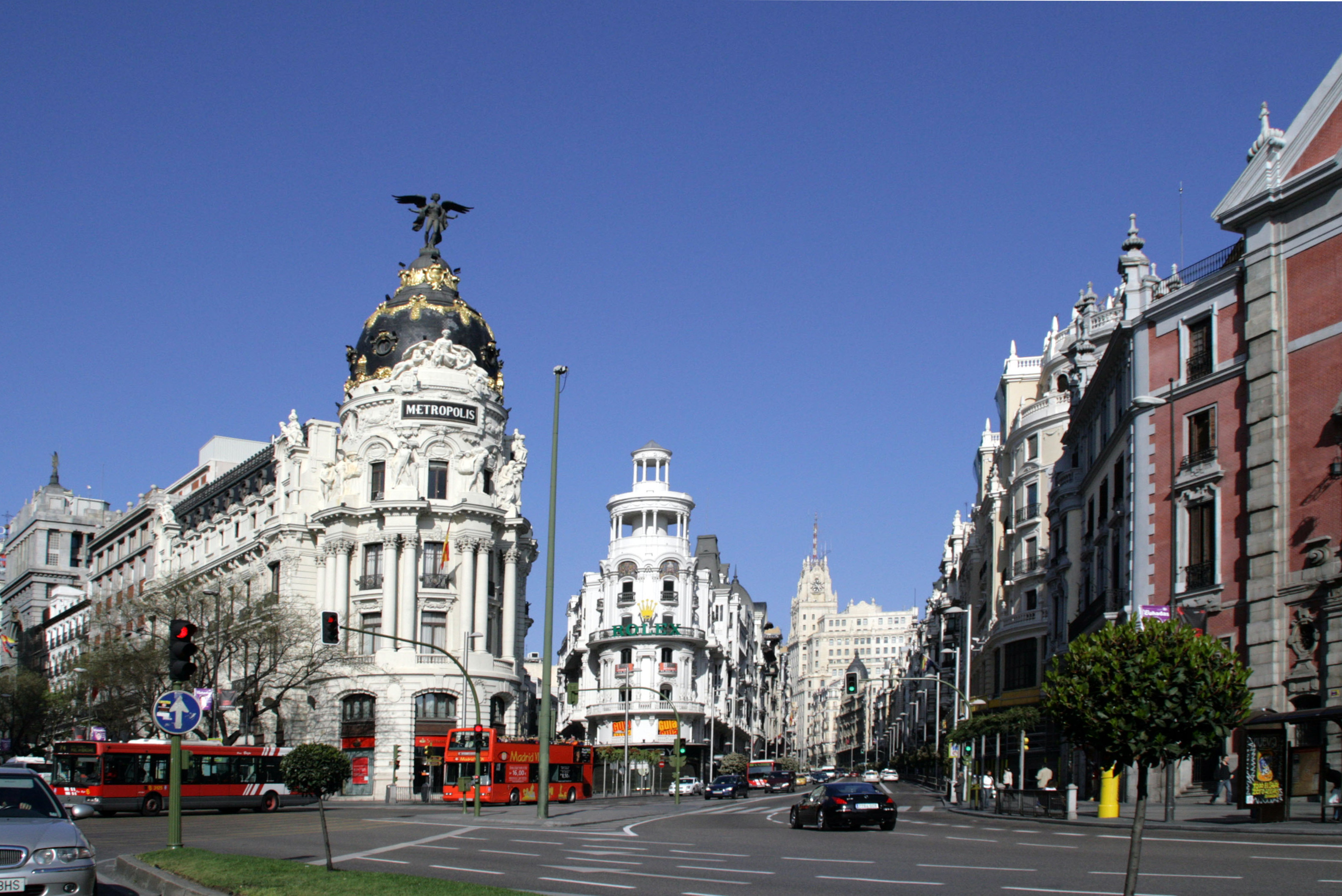
شارع الكالا ومبنى متروبوليس

### المدن المرشحة
| تم اختيار طوكيو من قبل اللجنة الأولمبية اليابانية في 16 يوليو 2011، وتم تأكيدها كمدينة لتقديم العطاءات في اليابان لأولمبياد 2020. كانت هيروشيما تفكر في تقديم عرض للألعاب لكنها اختارت الانسحاب بعد رد فعل الجمهور الضعيف على العرض بالإضافة إلى نقص التمويل. استضافت طوكيو دورة الألعاب الاولمبية الصيفية لعام 1964 . استضافت اليابان أيضا الألعاب الأولمبية الشتوية في عامي 1972 و1998 والتي نظمت في سابورو وناغانو على التوالي. شاركت اليابان سابقًا في استضافة كأس العالم 2002 FIFA مع كوريا الجنوبية؛ عقدت المباراة النهائية في يوكوهاما، بالقرب من طوكيو. علاوة على ذلك، استضافت اليابان 2006 بطولة العالم لكرة القدم. في عام 2011، عقدت بطولة العالم للجمباز في طوكيو. ستستضيف اليابان كأس العالم للرجبي لعام 2019 ويوجد اثنان من أماكن الحدث في منطقة طوكيو الكبرى. |                     |                                  |                   |  |  |
| |                     |                                  |                   |  |  |
| اسطنبول | وصلة=\|حدود تركيا   | اللجنة الأولمبية التركية (TMOK)  | الوصيف الأول      |  |  |
| تم ترشيح إسطنبول في 7 يوليو 2011، في الجلسة 123 للجنة الأولمبية الدولية، وتم تأكيدها على أنها محاولة تركيا في 24 يوليو 2011. استضافت اسطنبول نهائي دوري أبطال أوروبا لعام 2005 ، ونهائي كأس الاتحاد الأوروبي لكرة القدم لعام 2009 ، وكأس العالم تحت 20 سنة 2013 FIFA في كرة القدم، وبطولة العالم للاتحاد الدولي لكرة اليد للرجال 2010 ، وجولة أوروبا لكرة القدم 2011–12 النهائي الرابع في كرة السلة، وبطولة اتحاد لاعبات التنس المحترفات في كرة المضرب، 2012 بطولة العالم للسباحة فينا (25 م)، وبطولة العالم الدولية لألعاب القوى لعام 2012 في ألعاب القوى. ستستضيف إسطنبول بطولة WTA Tour لعام 2013، وهي بطولة العالم للسيدات 2014 FIBA ، وتدرس عرضًا لاستضافة دورة الألعاب الأولمبية الصيفية 2032 . |                     |                                  |                   |  |  |
| |                     |                                  |                   |  |  |
| مدريد | وصلة=\|حدود إسبانيا | اللجنة الأولمبية الإسبانية (COE) | الثواني تمر بسرعة |  |  |
| تم ترشيح مدريد من قبل اللجنة التنفيذية للجنة الأولمبية الإسبانية في 1 يونيو 2011. كان عرض مدريد لعام 2020 هو العرض الثالث على التوالي. استضافت إسبانيا سابقًا الألعاب الأولمبية الصيفية لعام 1992 في برشلونة. استضافت إسبانيا نهائيات كأس العالم 1982 FIFA وأقيمت المباراة النهائية في مدريد. كما استضافت نهائي دوري أبطال أوروبا (1957 ، 1969 ، 1980 ، 2010)؛ نهائي دوري أوروبا (1985، 1986)؛ نهائي FIBA EuroBasket (عدة مرات)؛ 1974 بطولة الأمم الأوربية للهوكي. بطولة الجودو الأوروبية (1965، 1973، 1981)؛ 2005 UCI Road World Championship ؛ بطولة الكاراتيه الأوروبية (1983، 1986)؛ بطولة العالم 2005 للتايكوندو. كأس العالم 2002 في ألعاب القوى. Intercontinental Cup (1960 ، 1966 ، 1974)؛ بطولة أوروبا المائية لعام 2004 ؛ كأس الأمم الأوروبية 1964 ؛ 2003 الاتحاد الدولي للكرة الطائرة FIVB ؛ البطولات الأوروبية لألعاب القوى الداخلية (1968، 1986 ، 2005)؛ UCI Mountain Bike World Cup (كل عام)؛ بطولة اتحاد لاعبات التنس المحترفات (2006، 2007)؛ بطولة كرة الريشة الإسبانية الدولية (كل عام)؛ 1986 بطولة العالم للألعاب المائية والعديد من البطولات الأخرى. استضافت اسبانيا بطولة العالم لكرة القدم عام 1986 واستضافت كأس العالم لكرة السلة لعام 2014 . عقدت المباراة النهائية لعام 2014 في قصر لوس ديبورتيس دي لا كومونيداد دي مدريد في مدريد. |                     |                                  |                   |  |  |
| |                     |                                  |                   |  |  |

### مدن المتقدمين غير المختارة
- وصلة=|حدود باكو، أذربيجان

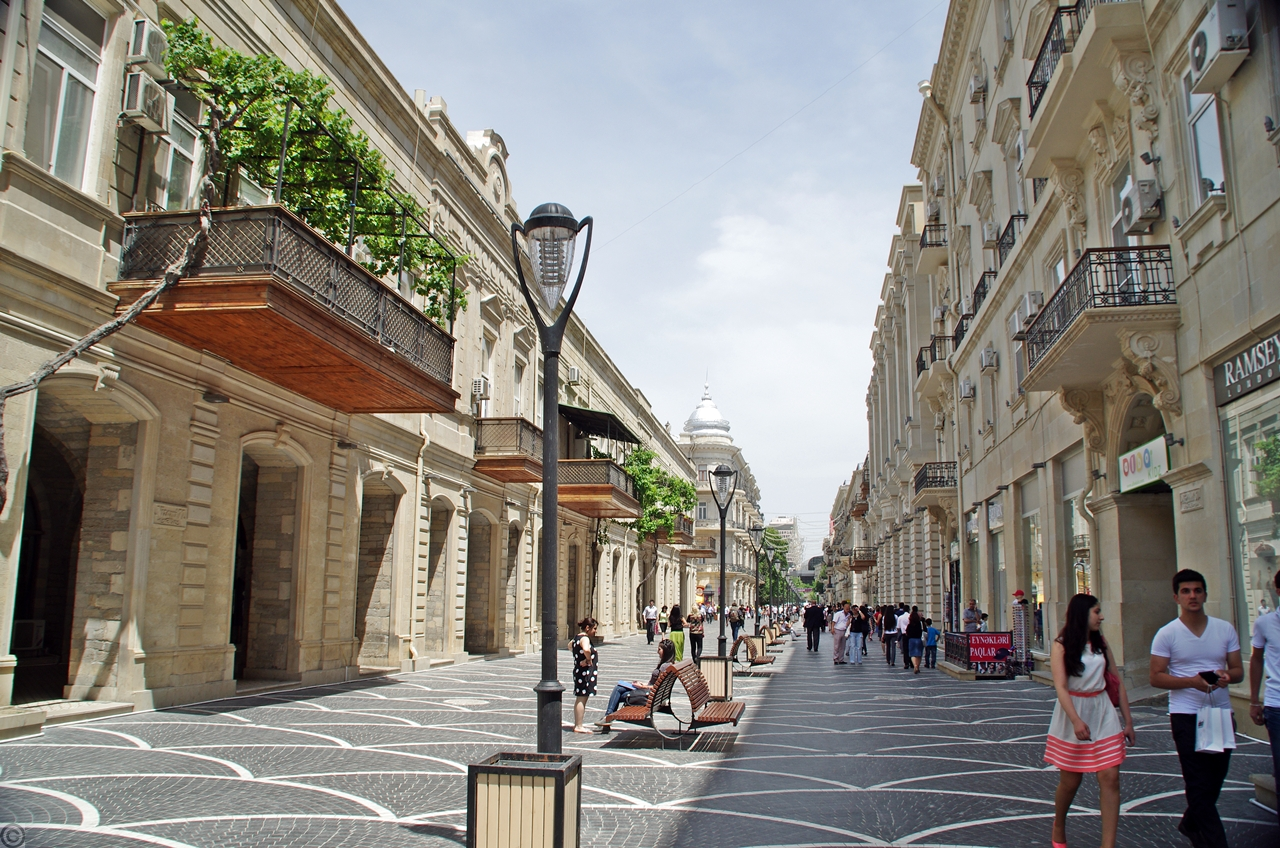
منظر لشارع نظامي في باكو

تم الإعلان عن الموعد النهائي لتقديم العطاءات في 1 سبتمبر 2011، حيث قدمت Baku عرضًا لاستضافة أولمبياد 2020. قدمت باكو ملف طلبها إلى اللجنة الأولمبية الدولية في 1 فبراير 2012. صوتت الجمعية الوطنية لأذربيجان لتأييد العرض في فبراير 2012. استضافت باكو دورة الألعاب الأوروبية 2015 .
- وصلة=|حدود الدوحة، قطر

في 26 أغسطس 2011، أعلنت الدوحة أنها كانت تتنافس على ألعاب 2020.
استضافت الدوحة دورة الألعاب الآسيوية 2006 والألعاب العربية 2011 . في عام 2010، تم اختيار قطر لاستضافة كأس العالم 2022 FIFA . ستقام عدة استادات في الدوحة. استضافت البلاد أيضا كأس آسيا 1988 و2011 .

### محاولة ملغاة
- وصلة=|حدود روما، إيطاليا

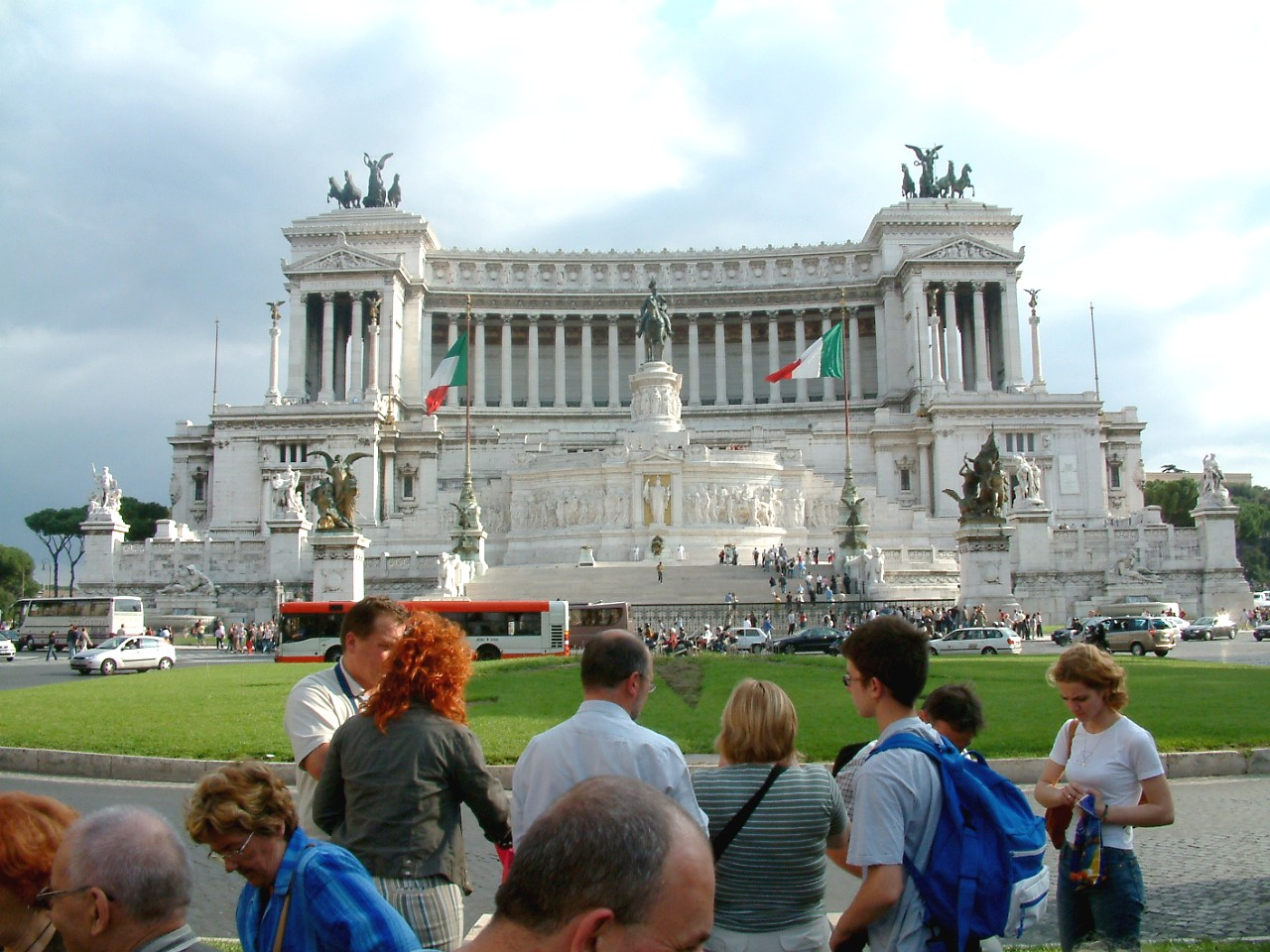
منظر لنصب فيتوريو إيمانويل الثاني في روما

تم ترشيح روما من قبل اللجنة الأولمبية الوطنية الإيطالية في 19 مايو 2010. تم اختيار عاصمة إيطاليا على مدينة البندقية كمرشح للبلاد لدورة الألعاب 2020.
استضافت روما سابقًا الألعاب الأولمبية الصيفية في عام 1960 وتم اختيارها لاستضافة الألعاب الأولمبية الصيفية لعام 1908 ، لكن تم نقلها إلى لندن بسبب ثوران جبل فيزوف عام 1906. انها محاولة لاستضافة دورة الألعاب الاولمبية 2004 لكنه خسر أمام أثينا في الجولة الأخيرة من التصويت. استضافت روما بطولة العالم للألعاب المائية 2009 وكذلك نهائي كأس العالم 1990 FIFA . سبق أن استضافت إيطاليا الألعاب الأولمبية الشتوية 2006 في تورينو وأولمبياد الشتاء 1956 في كورتينا دامبيزو.
ومع ذلك، سحبت إدارة بلدية روما دعمها من العرض عشية تسليم ملفات التطبيق، قائلة إنه لن يكون استخدامًا مسؤولًا للمال في «الوضع الحالي لإيطاليا».

### العطاءات المقترحة التي لم تذهب إلى التطبيق
المدن التالية اقترح تقديم العطاءات؛ ومع ذلك، فإنها لم تقدم عطاءات أو حتى تعلن رسمياً عن نواياها في المزايدة.
- وصلة=|حدود بريسبان، أستراليا [32][33]
- وصلة=|حدود القاهرة، مصر [34]
- وصلة=|حدود برلين، ألمانيا [35]
- وصلة=|حدود بودابست، المجر [36]
- وصلة=|حدود دلهي، الهند [37][38]
- وصلة=|حدود نيروبي، كينيا [39]
- وصلة=|حدود كوالالمبور، ماليزيا [40]
- وصلة=|حدود غوادالاخارا، المكسيك [41][42]
- وصلة=|حدود الدار البيضاء، المغرب [43]
- وصلة=|حدود لشبونة، البرتغال [44][45][46]

اقترحت المدن التالية تقديم العطاءات لكنها أعلنت قبل الموعد النهائي في 1 سبتمبر أنها لن تقدم عرضًا. القائمة التالية مرتبة حسب الإلغاء:
- وصلة=|حدود ألغت براغ، جمهورية التشيك، عرضها بسبب الأزمة المالية العالمية.[47]
- وصلة=|حدود قررت بوخارست، رومانيا، عدم المضي قدمًا في عرضها لأن المستشارين العامين في قاعة المدينة يعتقدون أن المشروع سيكون غير قابل للتحقيق.[48]
- وصلة=|حدود قررت بوسان، كوريا الجنوبية، عدم تقديم عطاءات بعد عرض بيونج تشانج الناجح لأولمبياد الشتاء 2018 . لكنهم يخططون لتقديم عطاءات للأولمبياد الصيفي 2028.[49]
- وصلة=|حدود تم اختيار باريس، فرنسا، في نهاية المطاف لاستضافة دورة الألعاب الأولمبية 2024 ، حيث انسحبت فرنسا من عرض 2020 بعد هزيمة محاولة آنسي للألعاب الأولمبية الشتوية 2018 . سيتزامن عام 2024 مع الذكرى المائة لأولمبياد 1924 التي عقدت في العاصمة الفرنسية.[50]
- وصلة=|حدود كانت دبي، الإمارات العربية المتحدة، تدرس عرضًا لعام 2020 لكنها قررت الانتظار حتى عام 2024.[51]
- وصلة=|حدود كانت تورونتو ، أونتاريو، كندا، قد درست منذ فترة طويلة عرضًا لاستضافة دورة الألعاب الأولمبية الصيفية لعام 2020، خاصة بعد عرضها الناجح لدورة ألعاب عموم أمريكا 2015 ، ولكنها أعلنت في 11 أغسطس 2011 أن الفكرة ستُسقط بسبب قيود الميزانية.[52]
- وصلة=|حدود نوقش دوربان، جنوب أفريقيا، كمحاولة محتملة، ولكن تم الإعلان عنه في 17 أغسطس 2011، أن جنوب إفريقيا لن تقدم عرض 2020.[53]
- وصلة=|حدود قررت سانت بطرسبرغ، روسيا، عدم تقديم عطاءات على الرغم من مناقشة الخطة مع رئيس اللجنة الأولمبية الروسية. لقد انسحبوا في 22 أغسطس 2011، وبدلاً من ذلك خططوا لتقديم عطاءات لعام 2024 أو 2028 .[54]
- وصلة=|حدود كانت عدة مدن في الولايات المتحدة مهتمة بالمزايدة، لكن USOC أكدت أن الولايات المتحدة لن تتقدم بعرض، مشيرة إلى نزاع مستمر مع IOC.[55][56] ذكرت اللجنة الأولمبية الدولية أنها ترغب في الحصول على عرض عام 2020 من الولايات المتحدة.[57] في 29 أغسطس 2011، تم الكشف عن أن Las Vegas قدمت عرضًا إلى IOC دون موافقة USOC. رفضت IOC العطاء.[58]

## روابط خارجية

### ملفات مقدم الطلب
- باكو
- الدوحة
- إسطنبول
- المجلد مدريد. 1
- المجلد مدريد. 2
- روما
- طوكيو

### ملفات الترشيح
- إسطنبول
- مدريد
- طوكيو